# Курчо, Ренато
Рена́то Ку́рчо (итал. Renato Curcio; род. 23 сентября 1941, Монтеротондо, Рим) — бывший итальянский террорист и философ, организатор и лидер «Красных бригад». Муж Мары Каголь.

## Биография
Родился в Монтеротондо, провинции Рима 23 сентября 1941 года. Незаконнорождённый сын Ренато Дзампы, брата кинорежиссёра Луиджи Дзампы, и домашней прислуги — Иоланды Курчо (итал. Jolanda Curcio).  
В 1962 году приехал в Тренто с крайне небольшим количеством денег, поступил в университет Тренто и работал секретарём вице-мэра. Жил сначала один, затем в некоем подобии коммуны вместе с будущим лидером группы «Борьба продолжается» Мауро Ростаньо. 
В 1969 году женился на Маре Каголь и вместе с ней переехал в Милан, где общими усилиями с Альберто Франческини и другими единомышленниками создал в 1970 году «Красные бригады». Вдохновлённые идеалами молодёжного движения 1968 года, участники группы начали с нападений на представителей руководства компании Fiat, затем похитили генуэзского судью Марио Сосси.  
Другой резонансной акцией стало убийство 17 июля 1974 года активистов неофашистской организации Итальянское социальное движение Грациано Джиралуччи (итал. Graziano Giralucci) и Джузеппе Маццола (итал. Giuseppe Mazzola) — 8 сентября того же года Курчо и соучастники были арестованы, но в феврале 1975 года бежали из тюрьмы Casale Monferrato в результате операции по освобождению, организованной Марой Каголь. 

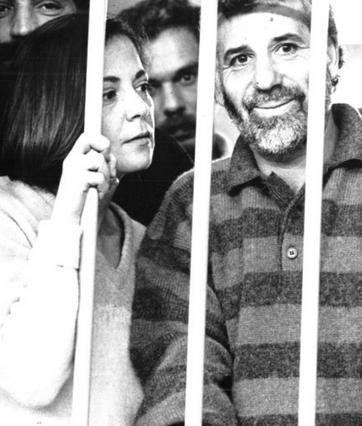
Барбара Балцерани и Ренато Курчо на суде

5 июня 1975 года в перестрелке с карабинерами в ходе операции по освобождению похищенного бригадистами предпринимателя Витторио Валларино Ганчия (итал. Vittorio Vallarino Gancia) Мара погибла.
18 января 1976 года Ренато Курчо вновь был арестован и позднее осуждён на пожизненное заключение.

## После террора
Ещё отбывая заключение, в 1990 году Курчо стал соучредителем издательского кооператива Sensibili alle foglie. Вышел на свободу в апреле 1993 года, не высказав никакого раскаяния в своей террористической деятельности, что спровоцировало волну возмущения родственников жертв Красных бригад. До 1998 года освобождение считалось условным, но в 1995 году Курчо женился на бывшей террористке Марии Рите Претте (Maria Rita Prette).
В августе 2007 года французская актриса Фанни Ардан выразила своё восхищение лидером КБ, назвав его героем и добавив, что она считает «Красные бригады» «волнующим и поразительным феноменом». В результате этого заявления на актрису подал в суд Пьеро Маццола, сын итальянского неофашиста, убитого КБ. Через два дня после публикации интервью Ардан принесла извинения всем семьям, чьи родные погибли от действий «Красных бригад», выступив в программе телеканала RAI. Однако для некоторых итальянцев этого оказалось недостаточно. Пьеро Маццола, сын убитого Джузеппе Маццола, назвал извинения «уклончивыми» и сказал, что Ардан должна прийти к его матери и принести ей извинения лично.